# Урген
Урген (монг. Өргөн) — населенный пункт в аймаке Дорноговь в юго-восточной Монголии. Основой экономики сомона является месторождение плавикового шпата, добываемого открытым способом, который транспортируется на перерабатывающий завод (горно-обогатительную фабрику) в городе Бор-Ундер, и железнодорожная станция.